# Padre padrone (romanzo)
Padre padrone (titolo completo: Padre padrone. L'educazione di un pastore) è un romanzo autobiografico dello scrittore sardo Gavino Ledda. Venne pubblicato dall'editore Feltrinelli nel 1975 come primo numero della collana Franchi Narratori. Il romanzo vinse il premio Viareggio opera prima e nel 1977 fu tratto il film Padre padrone diretto dai fratelli Taviani, che al 30º Festival di Cannes vinse la Palma d'oro come miglior film. Il libro è stato tradotto in 40 lingue.

## Trama

### L’infanzia in campagna
La storia di Gavino Ledda si svolge a Siligo, in provincia di Sassari, in una famiglia di pastori contadini.
Il padre preleva Gavino dalla scuola a soli sei anni perché lo aiuti a governare il gregge nei pascoli di Baddevrùstana (Valle Frondosa). Avendo frequentato solo per poche settimane la prima elementare, Gavino non sa ancora né leggere né scrivere: il padre lo condanna, di fatto, all'analfabetismo.
Il padre insegna a Gavino gradatamente la vita pastorale: i suoi insegnamenti sono spesso impartiti con una certa durezza e talvolta accompagnati da percosse. Per i primi tempi permette a Gavino di vivere nel paese di Siligo insieme alla mamma e ai fratelli, ma ben presto lo relega nel podere di famiglia nella località di Baddevrùstana. Baddevrùstana non è distante da Siligo che pochi chilometri; tuttavia, l'unico mezzo di trasporto di cui la famiglia dispone è un mulo: il tragitto sembra perciò lungo e la distanza notevole al piccolo Gavino. Egli, ancora bambino, fa molta fatica ad adattarsi a vivere e lavorare da solo a Baddevrùstana.
Gavino trascorre così la propria infanzia e l'adolescenza lavorando con il padre e relegato all'interno del podere. Ma ben presto Gavino inizierà a riscattarsi, inizialmente con lo studio della musica ed in particolare della fisarmonica.

### L'emancipazione: il servizio militare
Consigliato dal suo insegnante di musica, Gavino inizia a studiare per conseguire la quinta elementare da privatista, che conseguirà dopo aver avuto il consenso del padre. Da questo momento sviluppa un amore profondo per lo studio e una tenace volontà di emanciparsi dalla propria condizione di pastore analfabeta relegato in un contesto restrittivo e di isolamento. Dapprima progetta di emigrare nei Paesi Bassi, ma questo progetto fallisce. Nel 1958 si arruola nell'Esercito iscrivendosi al Corso di Addestramento Reclute: quando lascia la Sardegna sa a malapena qualche parola di italiano; quando non sa rispondere adeguatamente agli ordini di un superiore se la cava con un "signorsì!". Studiando e lavorando giorno e notte, sostenuto da una volontà incrollabile e aiutato da un superiore e da un commilitone, migliora notevolmente il proprio italiano, consegue la terza media da privatista e diventa sergente radiomontatore presso la scuola di trasmissioni della Cecchignola, a Roma. Nel 1962 si congeda dall'esercito e torna in Sardegna per continuare a studiare.

### Il diploma superiore e l'emancipazione dal padre
Il congedo viene fortemente disapprovato dal padre. Gavino viene giudicato presuntuoso perché, a causa della sua ambizione, lascia il lavoro da sergente che gli avrebbe garantito certezze e una vita dignitosa. Il padre si scontra con Gavino diverse volte, cercando di ostacolarlo nello studio:"Ginnasiale! Una parola che non mi inganna". Ma Gavino continua a studiare.
Nel 1964 consegue il diploma di maturità classica ed avviene l'inevitabile scontro con il padre: Gavino, infatti, si ribella e rivendica la propria autonomia cercando di spiegare al padre la propria visione del mondo ed i propri progetti. Lo scontro, anche fisico, non solo tra due uomini ma anche tra "due concezioni del mondo", vede Gavino che abbandona nuovamente la Sardegna per andare a lavorare per mantenersi gli studi di lettere all'Università di Roma "La Sapienza" e poi, da laureato in glottologia, come assistente all'Università di Cagliari.
Padre padrone è considerato un classico dalla pedagogia progressista.

## Edizioni principali
- Padre padrone. L'educazione di un pastore, Feltrinelli, Milano, 1975
- Padre padrone. L'educazione di un pastore, "Collana Narrativa scuola", Loescher, Torino, 1978
- Padre padrone e Recanto, Rizzoli, Milano, 1998.
- Padre padrone, Il Maestrale, Nuoro, 2003

### Traduzioni
- (DE) Padre Padrone : Mein Vater, mein Herr, S. Fischer Verlag, Frankfurt, 1980
- (DE) Padre Padrone - Mein Vater, mein Herr, Artemis & Winkler, 2003
- (EN) Padre Padrone: My Father My Master (tr. George Salmanazar), Urizen Books c. 1979, NY
- (FR) Padre Padrone, L'Éducation D'Un Berger Sarde, Gallimard, Parigi, 1977 ISBN 2070296016; ISBN 9782070296019
- (HU) Apámuram, (trad. Karsai Lucia), Budapest, 1979
- (PT) Pai Patrão e Recanto, (trad. Ivan Neves, Marques Júnior, Liliana Laganà), ed. Berlendis & Vertecchia, Sao Paolo, 1998, ISBN 978 85 86387 807
- (TR) Babam ve Ustam, Hürriyet Yayinlari, İstanbul, 1979